# Saint-Gingolph (Haute-Savoie)
Pour les articles homonymes, voir Saint-Gingolph (homonymie).
Saint-Gingolph (San Zhingueû en arpitan savoyard) est une commune française du Chablais savoyard, administrativement dans le département de la Haute-Savoie en région Auvergne-Rhône-Alpes et autrefois rattachée à l'ancien duché de Savoie.
Le village de Saint-Gingolph est séparé par la frontière entre la France et la Suisse, matérialisée par la rivière de la Morge. La commune suisse de Saint-Gingolph (Valais) constitue l'autre partie du village.
La mairie est située à 385 m d'altitude.

## Géographie

### Localisation et description

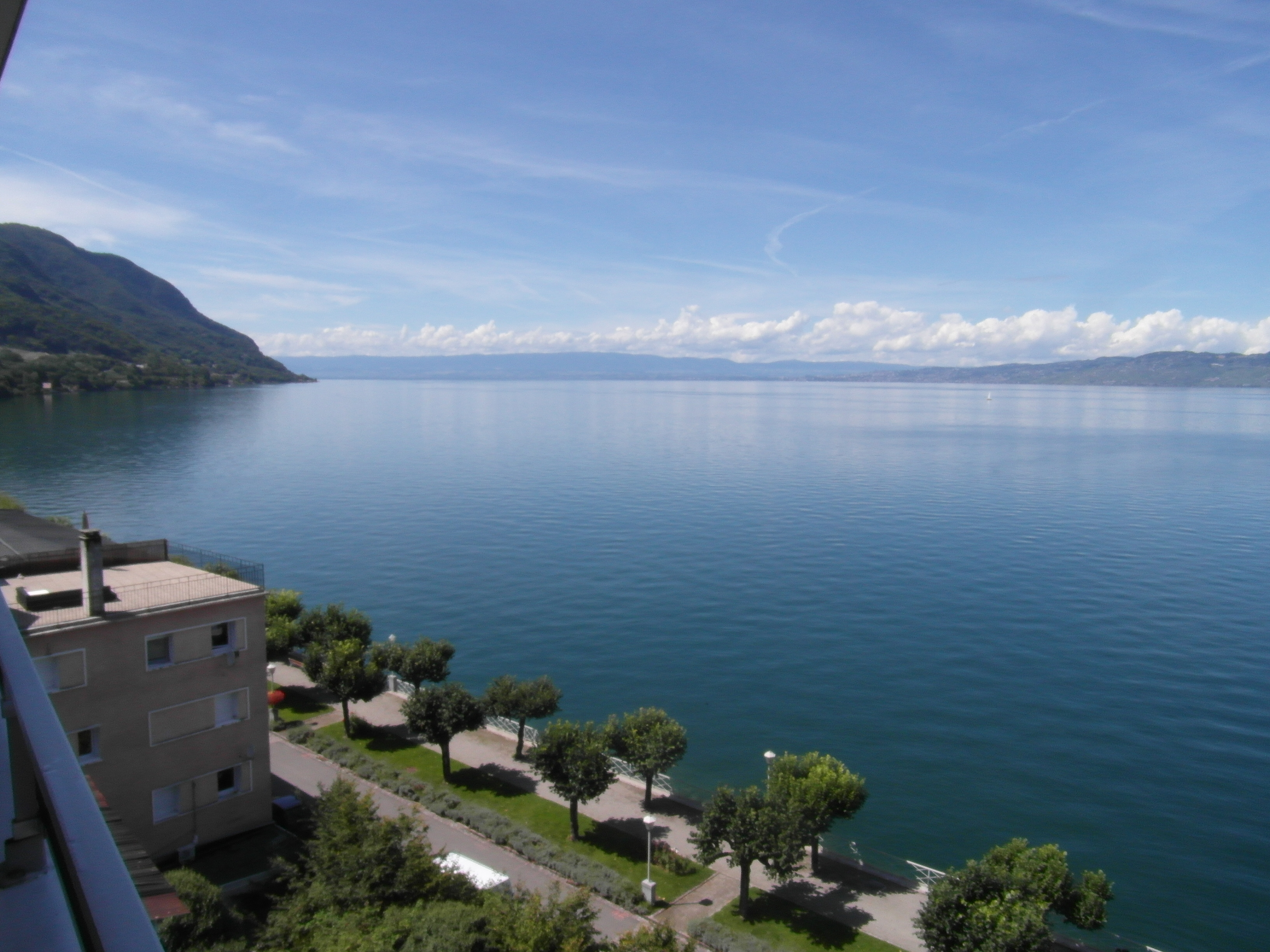
Le Léman depuis Saint-Gingolph en août 2014.

Saint-Gingolph se situe sur la rive sud-est du Léman et sur le delta fluvial de la Morge dans le massif du Chablais à la frontière du canton du Valais.
La commune est située à 17 kilomètres à l'est d'Évian-les-Bains, à 21 kilomètres de Montreux, à 22 kilomètres de Monthey et à 62 kilomètres de Genève, ces trois dernières villes étant situées en Suisse. Saint-Gingolph est située à 23 kilomètres de Thonon-les-Bains et à 102 kilomètres d'Annecy, préfecture de la Haute-Savoie.
Le parvis de cathédrale Notre-Dame de Paris, dit aussi point zéro des routes de France, se situe à 431,62 kilomètres du poste de douane franco-suisse de Saint-Gingolph.
Les communes françaises limitrophes de Saint-Gingolph sont Novel, Meillerie et Thollon-les-Mémises. L'unique commune limitrophe de la Suisse est Saint-Gingolph (Valais).
La commune est située à l'extrémité nord-orientale du département de la Haute-Savoie et du Chablais français, au bout de ce qui fut la route nationale 5 qui avait la particularité de traverser le canton de Genève, avant de terminer son parcours à Saint-Gingolph.

### Géologie et relief
La superficie de la commune est de 733 hectares ; son altitude varie entre 372 et 1 528 mètres.

### Climat
Le climat y est de type montagnard en raison de la présence du massif alpin, mais tempérée par sa situation au bord du Léman.
En hiver, le lac restitue la chaleur mise en réserve durant l'été et adoucit les températures. En été, il rafraîchit tout son pourtour.
Cependant en hiver, lorsque certaines conditions climatiques particulières sont réunies — de l'air sec froid et stagnant en haute et moyenne altitude — l'humidité plus chaude qui s'élève des eaux du lac, stagne et se transforme en épais stratus qui s'accumule sur deux ou trois cents mètres de haut, pouvant stagner 100 mètres au-dessus du sol, durant deux à trois semaines. Cette mer de nuages de plus en plus épaisse déborde du bassin lémanique et envahit les vallées adjacentes jusqu'à une altitude de 800  à   1 000 m.
| Températures (sous abri, maximales) °C |     |      |      |      |      |      |      |      |      |     |     |       |
| J                                      | F   | M    | A    | M    | J    | J    | A    | S    | O    | N   | D   | Année |
| 5,2                                    | 4,7 | 10,2 | 15.9 | 16,6 | 22,9 | 28,2 | 27   | 22,2 | 18,1 | 7,1 | 7,9 | 2013  |
| 2,9                                    | 5,9 | 11,5 | 17,5 | 17,9 | 23,7 | 28,3 | 23,9 | 21,3 | 16   | 9,3 | 3,2 | 2010  |
| 7,3                                    | 8,8 | 12,3 | 22   | 20,8 | 24,5 | 24,8 | 23,7 | 20,6 | 16,3 | 8,6 | 4,8 | 2007  |
| Sources : l'internaute.com             |     |      |      |      |      |      |      |      |      |     |     |       |

### Hydrographie

#### Cours d'eau
La principale rivière traversant le village (mais longeant le territoire communal) est la Morge appelée parfois Morge de Saint-Gingolph pour éviter la confusion avec la Morge de Conthey. Son cours marque la frontière entre la France et la Suisse.
Elle prend sa source sur le versant nord de la dent du Vélan sur la commune de Novel puis coule vers le nord par le vallon de la Morge, passe à proximité du village de Novel puis se jette dans le Léman à Saint-Gingolph.
Deux autres petits ruisseaux traversent le territoire communal. Ces cours d'eau qui présentent des fluctuations saisonnières de type pluvial, fortement accentuées à la fin du printemps en raison de la fonte nivale se jettent tous les deux dans le Léman. Il s'agit (de l'est vers l'ouest) de :

- le ruisseau de Chéniaz ;

- le ruisseau de Locum.

#### Léman

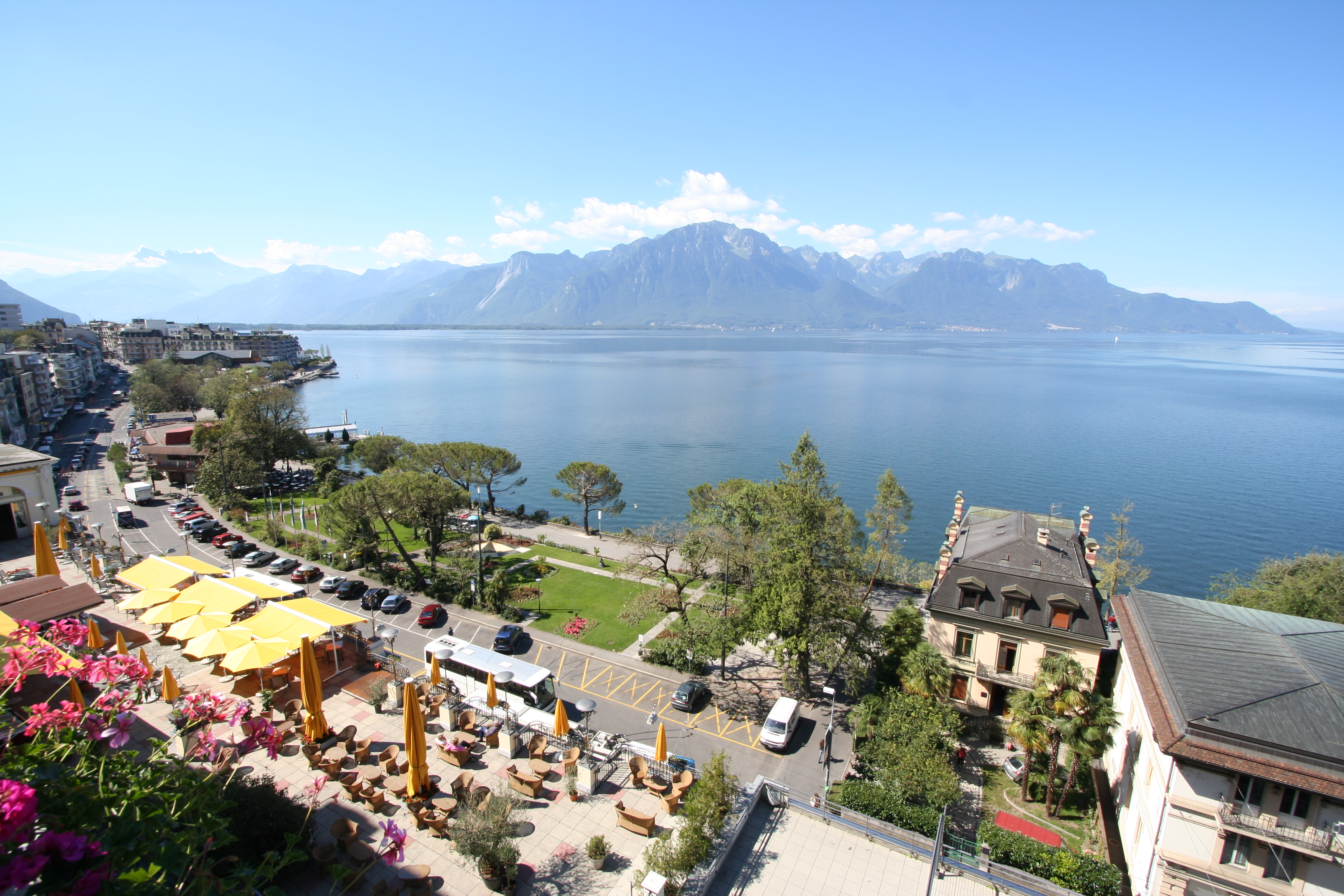
Saint-Gingolph et le Léman depuis Montreux.

La commune est bordée dans sa partie septentrionale par le plus grand lac d'Europe occidentale, le Léman.
Les eaux du Léman sont riches en substances dissoutes, notamment carbonates et sulfates de calcium et magnésium ; les matières en suspension sont décelables dans un milieu calme ; la quantité de ces matières arrivant au lac principalement par le Rhône se monte annuellement à 8 millions de tonnes.
Il faut une douzaine d'années pour que les eaux du lac soient complètement brassées.
Sur la rive opposée en Suisse, sont visibles le vignoble de Lavaux et les villes de Vevey et Montreux sur la Riviera vaudoise. Les lignes de la Compagnie générale de navigation sur le lac Léman (CGN) au départ de l'embarcadère de Saint-Gingolph côté suisse permettent notamment de s'y rendre, ainsi qu'à Lausanne, Évian-les-Bains et Thonon-les-Bains.

### Réseaux routiers et transports

#### Réseau routier
Le réseau routier de la commune comprend quatre voies de circulation :
- l'ancienne route nationale déclassée en route départementale 1005 (RD 1005) (ex RN 5) depuis Thonon-les-Bains et Évian-les-Bains ;
- la route départementale 30 depuis Novel (RD 30) ;
- la route principale 21 (H 21) depuis Monthey (Suisse) ;
- l'accès à l'A 9 suisse est à 15 km (Villeneuve) en direction de Lausanne et à 17 km (Saint-Triphon) en direction de Sion.

#### Transport ferroviaire

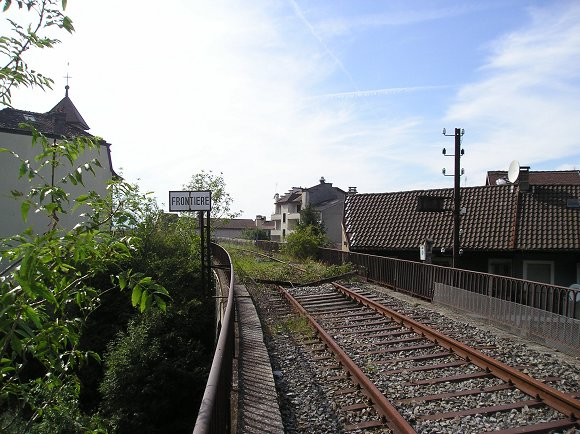
Viaduc de la Morge sur la ligne du Tonkin, la partie entretenue est en Suisse, la partie abandonnée en France.

- Ligne ferroviaire SNCF (Évian-les-Bains - Saint-Gingolph), dite Ligne du Tonkin. Fermée depuis 1998, un projet de réouverture est en cours, prévoyant la poursuite des trains régionaux valaisans jusqu'à Évian-les-Bains, avec 15 allers-retours par jour.
- Ligne ferroviaire CFF St-Gingolph–Bouveret–Monthey–St-Maurice (Suisse).

#### Transports locaux
- Ligne périurbaine 131 (Thonon-les-Bains—Saint-Gingolph) des transports en commun d'Évian-les-Bains (ÉVA'D).
- Ligne lacustre CGN (Lausanne/Vevey-Saint-Gingolph).
- Réseau de CarPostal, lignes Aigle/Monthey—Saint-Gingolph (Suisse).

#### Transport aérien
L'aéroport international le plus proche est l'aéroport international de Genève, situé à 65 kilomètres. Il existe un aéroport local, l'aérodrome d'Annemasse situé à 55 kilomètres de Saint-Gingolph.

## Urbanisme

### Typologie
Au 1er janvier 2024, Saint-Gingolph est catégorisée bourg rural, selon la nouvelle grille communale de densité à sept niveaux définie par l'Insee en 2022.
Elle est située hors unité urbaine et hors attraction des villes,.
La commune, bordée par un plan d’eau intérieur d’une superficie supérieure à 1 000 hectares, le Léman, est également une commune littorale au sens de la loi du 3 janvier 1986, dite loi littoral. Des dispositions spécifiques d’urbanisme s’y appliquent dès lors afin de préserver les espaces naturels, les sites, les paysages et l’équilibre écologique du littoral, tel le principe d'inconstructibilité, en dehors des espaces urbanisés, sur la bande littorale des 100 mètres, ou plus si le plan local d’urbanisme le prévoit.

### Occupation des sols
L'occupation des sols de la commune, telle qu'elle ressort de la base de données européenne d’occupation biophysique des sols Corine Land Cover (CLC), est marquée par l'importance des forêts et milieux semi-naturels (89,9 % en 2018), en diminution par rapport à 1990 (96 %). La répartition détaillée en 2018 est la suivante : 
forêts (89,9 %), zones urbanisées (5,7 %), mines, décharges et chantiers (4 %), eaux continentales (0,3 %).
L'IGN met par ailleurs à disposition un outil en ligne permettant de comparer l’évolution dans le temps de l’occupation des sols de la commune (ou de territoires à des échelles différentes). Plusieurs époques sont accessibles sous forme de cartes ou photos aériennes : la carte de Cassini (XVIIIe siècle), la carte d'état-major (1820-1866) et la période actuelle (1950 à aujourd'hui).

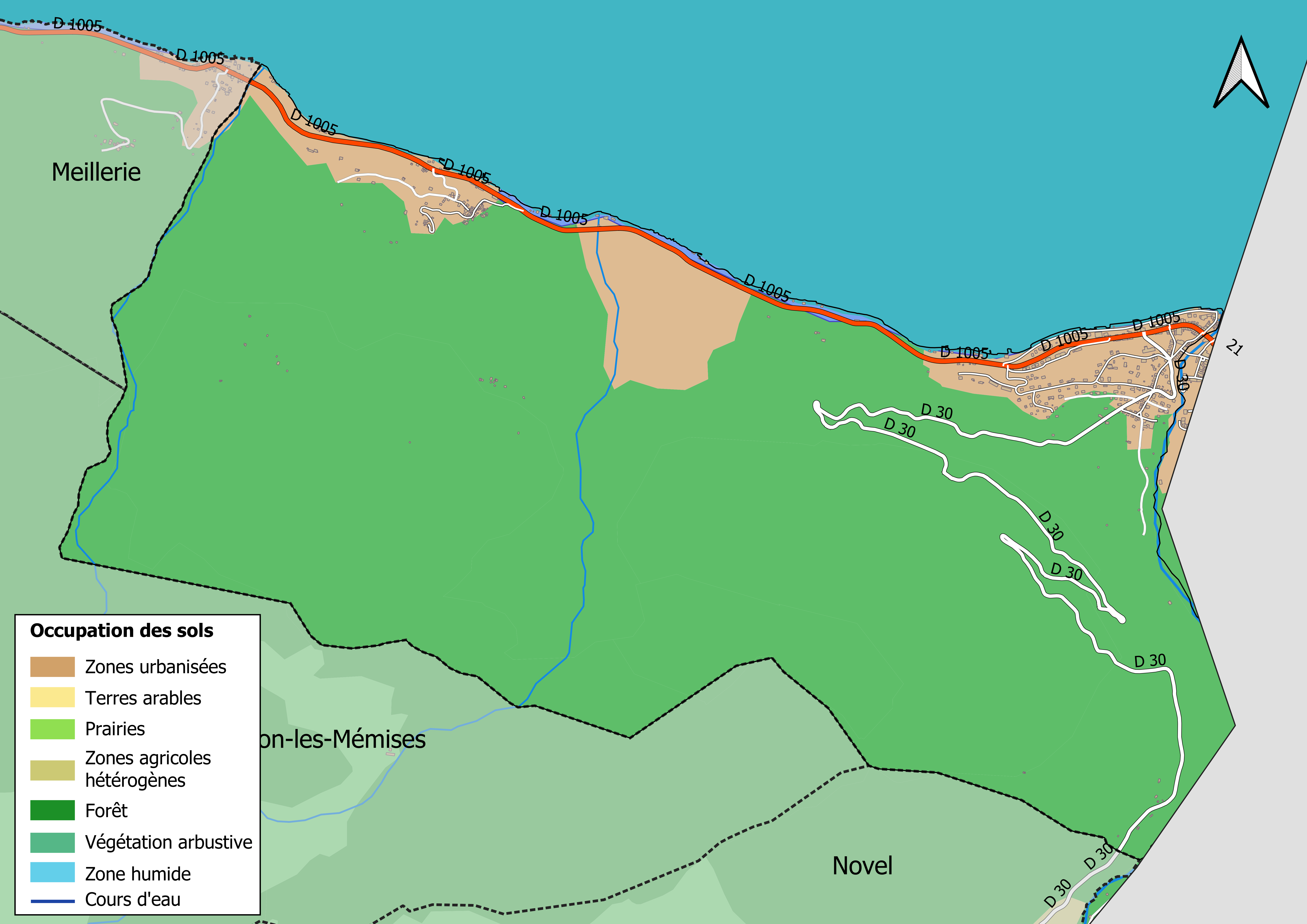
Carte des infrastructures et de l'occupation des sols en 2018 (CLC) de la commune.
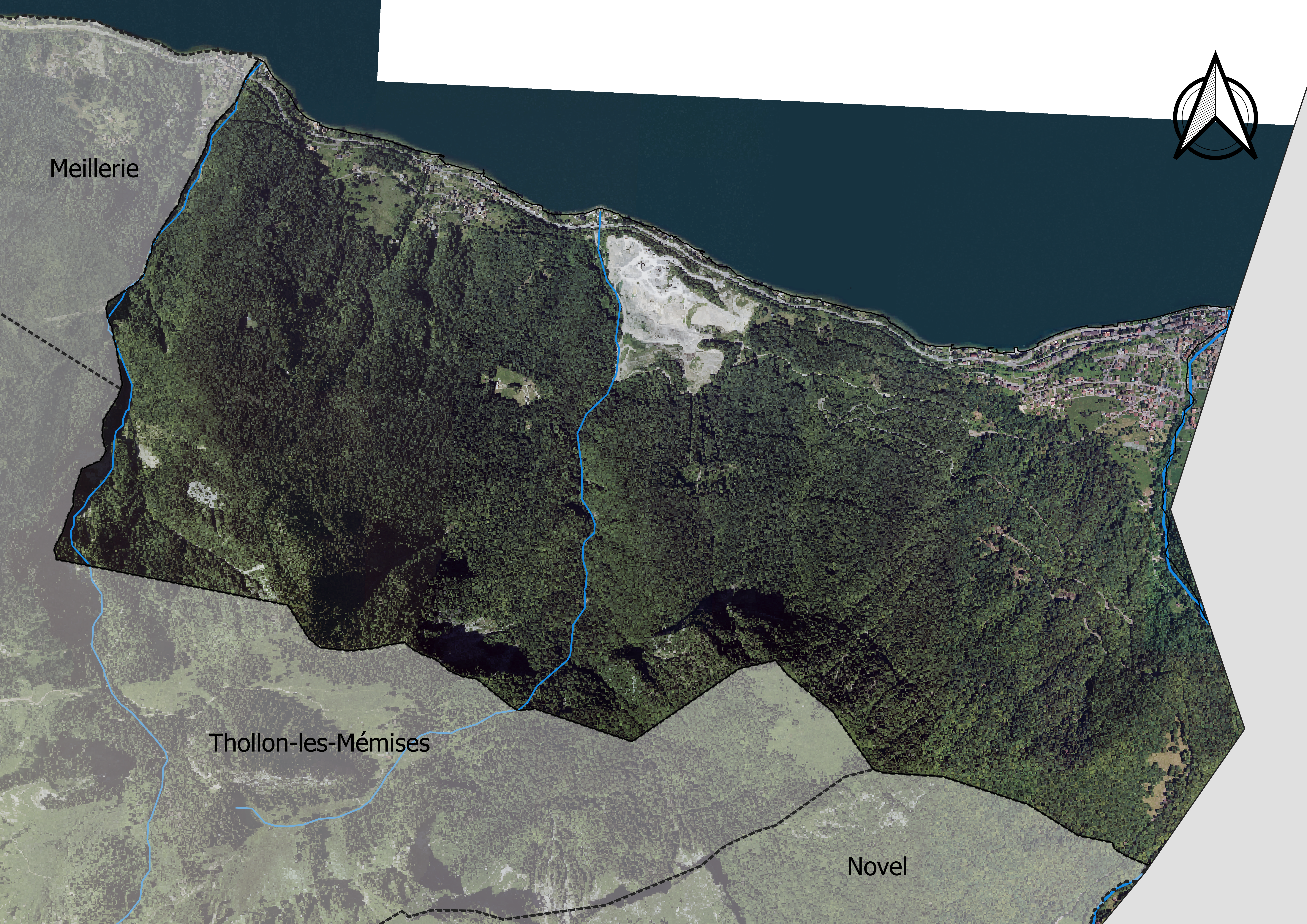
Carte orthophotogrammétrique de la commune.

### Morphologie urbaine
La commune est composée d'un bourg principal. Le village historique se trouve partagé par la frontière franco-suisse. Cependant, pour des raisons de proximité, les habitants français et suisses vivent au sein du village sans se soucier de cette situation frontalière.
La commune possède plusieurs hameaux dont Bret, qui se situe à 4 km à l'ouest du bourg.
Plus haut, et accessibles seulement à pied, on trouve les hameaux de l'Homme Fort et du Plan de Bret.

### Logement
En 2009, le nombre total de logements dans la commune était de 549, alors qu'il était de 481 en 1999.
Parmi ces logements, 67,0 % étaient des résidences principales, 25,1 % des résidences secondaires et 7,8 % des logements vacants. Ces logements étaient pour 37,0 % d'entre eux des maisons individuelles et pour 62,5 % des appartements.
La proportion des résidences principales, propriétés de leurs occupants était de 50,5 %, peu différente de 1999 (50,9 %). La part de logements HLM loués nus (logements sociaux) était 8,2 % comme en 1999.

## Toponyme
Le toponyme de la commune provient du saint Gangolf d'Avallon,,.
Le village est mentionné en 1153 avec Sancti Gengulfii, puis en 1204 villula Sancti Gingulphi, Sanctus Gingulfus vers 1230, en 1348 Apud Sanctum Gingurphum et Sanctus Gingulphus au milieu du XVe siècle,.
En francoprovençal, le nom de la commune s'écrit San Zhingueû (graphie de Conflans) ou Sent-Gingolf : Gingœlf (ORB).

## Histoire

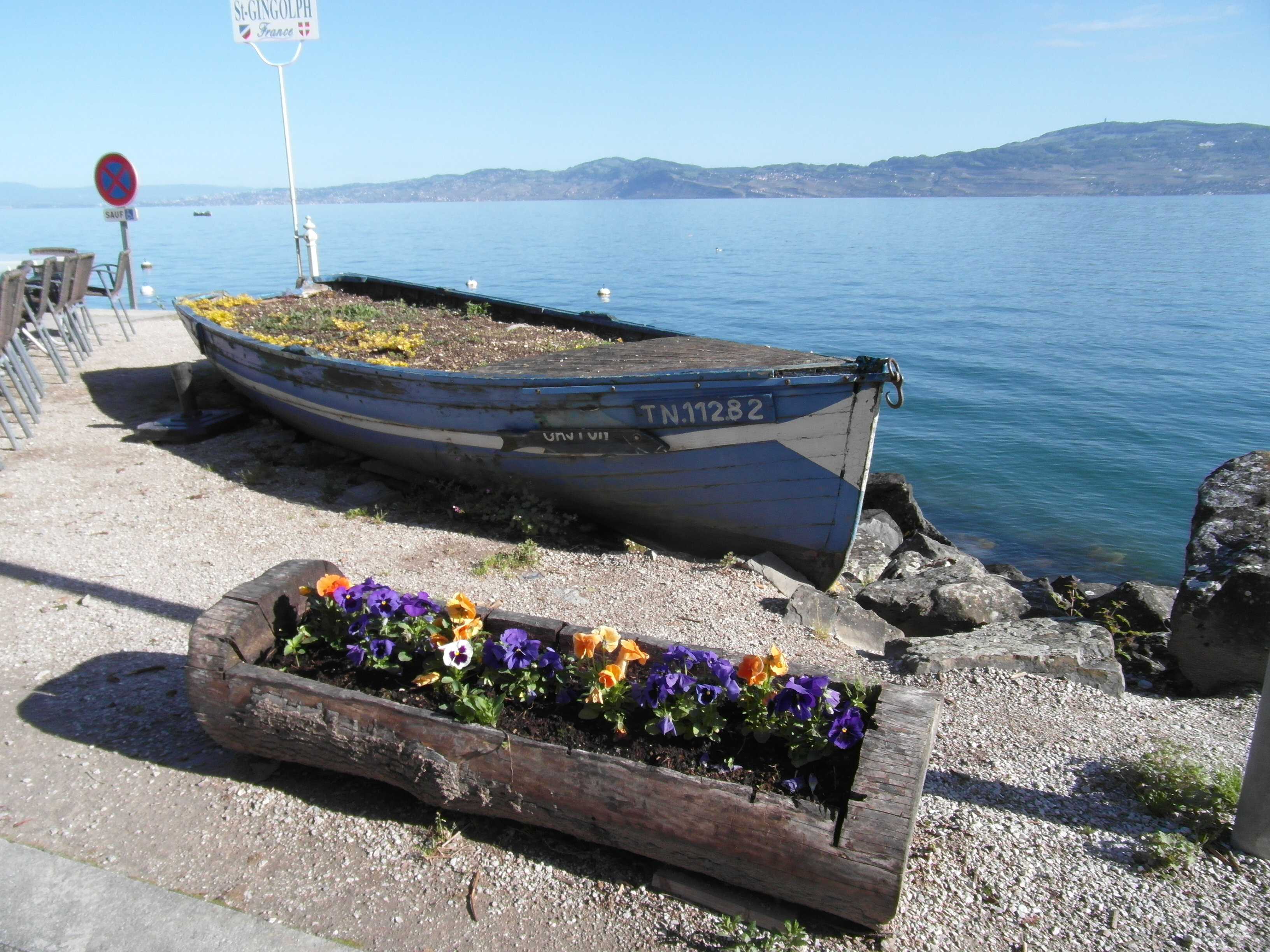
Vieille barque sur le bord du Léman à Saint-Gingolph.

### Le Moyen Âge
En 515 : le premier village sur le territoire de Saint-Gingolph est Bresti (Brêt aujourd'hui). Puis, en l'an 640, à la suite d'un éboulement gigantesque à la hauteur de Bret (actuellement côté français), Saint Romain[Lequel ?] fixe la construction d'une nouvelle église à l'emplacement du bâtiment actuel, et lui donne le nom d'Ecclésia Sant Gendoulfo. Cette appellation de Sant Gendoulfo sera par la suite étendue à l'ensemble du village, pour devenir au fil des siècles l'actuel nom que l'on connaît de nos jours, à savoir Saint-Gingolph.

### DuXVIeauXIXesiècle
Le 4 mars 1569 : le traité de Thonon fixe la frontière entre la Savoie et le Valais à la Morge. Saint-Gingolph est ainsi coupé en deux villages distincts.
Lors des débats sur l'avenir du duché de Savoie, en 1860, la population est sensible à l'idée d'une union de la partie nord du duché à la Suisse. Une pétition circule dans cette partie du pays (Chablais, Faucigny, Nord du Genevois) et réunit plus de 13 600 signatures, dont 167 pour la commune. Le duché est réuni à la suite d'un plébiscite organisé les 22 et 23 avril 1860 où 99,8 % des Savoyards répondent « oui » à la question « La Savoie veut-elle être réunie à la France ? ».

### LeXXesiècle
Les 22 et 23 juillet 1944 se déroule la tragédie de Saint-Gingolph, la partie française est incendiée par les occupants allemands à la suite d'une attaque des maquisards. La majorité de la population se réfugie côté suisse. Six otages sont également fusillés, ce qui entraîne un accrochage avec un groupe de soldats des troupes de montagnes de l'Armée suisse, qui étaient de passage dans le village. Quelques échanges de tir entre les troupes de la Waffen-SS et les troupes suisses font 2 blessés du côté des Allemands.

## Politique et administration

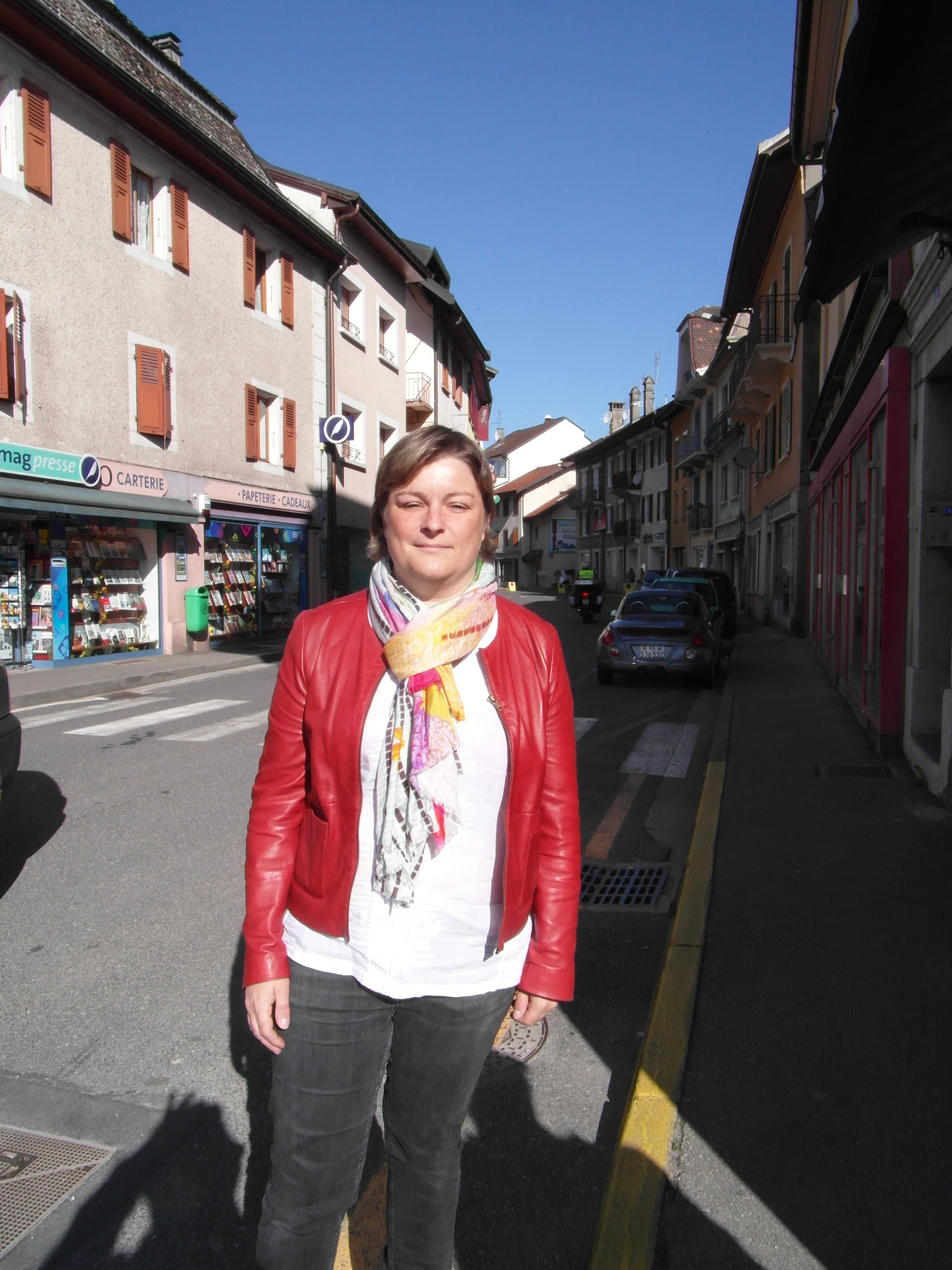
La maire, Géraldine Pflieger, dans la rue Nationale, à deux pas de la frontière.

### Situation administrative
La commune de Saint-Gingolph appartient au canton d'Évian-les-Bains, qui compte selon le redécoupage cantonal de 2014 33 communes.
La commune est membre de la communauté de communes Pays d'Évian Vallée d'Abondance.
Saint-Gingolph relève de l'arrondissement de Thonon-les-Bains et de la cinquième circonscription de la Haute-Savoie.

### Administration municipale
Le nombre d'habitants au dernier recensement étant compris entre 500 et 1 499, le nombre de membres du conseil municipal, en application de l'article L2121-2 du code général des collectivités territoriales, est de 15.

### Tendances politiques et résultats
Aux élections municipales et territoriales de 2014, trente candidats se sont présentés. Au premier tour, le taux d'abstention était de 34,39 %, quinze candidats ont été élus (six femmes et neuf hommes). Lors de la première réunion du conseil municipal, les conseillers municipaux ont élu Géraldine Pflieger maire.

### Liste des maires
| Période                                  | Période                 | Identité           | Étiquette | Qualité |
| ---------------------------------------- | ----------------------- | ------------------ | --------- | --- |
| Les données manquantes sont à compléter. |                         |                    |           | |
| 1861                                     | 1867                    | André Derivaz      |           | |
| 1867                                     | 1873                    | Jules Bonnaz       |           | |
| 1873                                     | 1876                    | Pierre Bonnaz      |           | |
| 1876                                     | 1884                    | Joseph Chevallay   |           | |
| 1884                                     | 1892                    | Pierre Bonnaz      |           | |
| 1892                                     | 1901                    | Louis Chambat      |           | |
| 1901                                     | 1904                    | Jules Péray        |           | |
| 1904                                     | 1929                    | Adrien Bonnaz      |           | |
| 1929                                     | 1945                    | André Chevallay    |           | Mort en déportation le 5 mai 1945. |
| 1945                                     | 1946                    | Joseph Fornay      |           | |
| 1946                                     | 1970                    | André Zénoni       |           | Chef de la Résistance, entrepreneur. |
| 1970                                     | mars 1971               | Jean Berrod        |           | |
| mars 1971                                | mars 1983               | Denise Ruffin      |           | Pharmacienne. |
| mars 1983                                | mars 1989               | Félix Bailly       |           | |
| mars 1989                                | juillet 1989            | Joël Boivin        | SE        | Médecin généraliste |
| juillet 1989                             | mars 2014               | Raymond Péray      | DVD       | |
| mars 2014                                | En cours (au mars 2020) | Géraldine Pflieger | SE        | Docteure en urbanisme de l’École des ponts et chaussées, maître d’enseignement et de recherche (senior lecturer) en politiques urbaines et de l’environnement à l’Université de Genève depuis 2010. |

### Politique environnementale
L'intercommunalité administre un service de déchetterie. L’installation progressive d’une série de conteneurs enterrés permet au village de présenter plusieurs points de tri collectifs pour les déchets classiques, le verre et le papier, ainsi qu’un compacteur pour les cartons.

### Instances judiciaires
La commune est rattachée à la cour d'appel de Chambéry.

### Jumelages
En 2020, Saint-Gingolph n'est jumelée avec aucune commune.

## Population et société

### Démographie
Les habitants de la commune sont appelés les Gingolais.
L'évolution du nombre d'habitants est connue à travers les recensements de la population effectués dans la commune depuis 1793. Pour les communes de moins de 10 000 habitants, une enquête de recensement portant sur toute la population est réalisée tous les cinq ans, les populations de référence des années intermédiaires étant quant à elles estimées par interpolation ou extrapolation. Pour la commune, le premier recensement exhaustif entrant dans le cadre du nouveau dispositif a été réalisé en 2004.

En 2022, la commune comptait 907 habitants, en évolution de +11,15 % par rapport à 2016 (Haute-Savoie : +6,01 %, France hors Mayotte : +2,11 %).
| 1793 | 1800 | 1806 | 1822 | 1838 | 1848 | 1858 | 1861 | 1866 |
| ---- | ---- | ---- | ---- | ---- | ---- | ---- | ---- | ---- |
| 490  | 475  | 484  | 460  | 700  | 780  | 784  | 805  | 722  |

| 1872 | 1876 | 1881 | 1886 | 1891 | 1896 | 1901 | 1906 | 1911 |
| ---- | ---- | ---- | ---- | ---- | ---- | ---- | ---- | ---- |
| 676  | 679  | 670  | 704  | 601  | 610  | 627  | 722  | 725  |

| 1921 | 1926 | 1931 | 1936 | 1946 | 1954 | 1962 | 1968 | 1975 |
| ---- | ---- | ---- | ---- | ---- | ---- | ---- | ---- | ---- |
| 659  | 646  | 607  | 638  | 566  | 585  | 642  | 627  | 725  |

| 1982 | 1990 | 1999 | 2004 | 2006 | 2009 | 2014 | 2019 | 2022 |
| ---- | ---- | ---- | ---- | ---- | ---- | ---- | ---- | ---- |
| 665  | 677  | 565  | 626  | 651  | 758  | 819  | 886  | 907  |

### Enseignement
Saint-Gingolph est située dans l'académie de Grenoble.
Elle administre une école maternelle et une école élémentaire communales regroupant 102 élèves en 2014-2015.
Les élèves poursuivent leur scolarité à Évian-les-Bains : au collège Les Rives-du-Léman puis au lycée Anna-de-Noailles.

### Événements culturels et festivités
Les principaux événements gingolais sont :
- Le Carnarioule (4 jours de festivités à l'occasion du Carnaval) ;
- Les marchés franco-suisses les derniers samedis de juin, juillet et août ;
- La Fête nationale française (14 juillet) ;
- La Fête nationale suisse (1er août), cortège et feux d'artifice ;
- La fête patronale de la Saint-Laurent (2e week-end d'août) ;
- La Fête de la Châtaigne (2e week-end d'octobre) ;
- Les Concerts de la fanfare (Noël et avril).

### Santé
La commune possède une maison médicalisée où exercent 3 médecins, podologue, un ostéopathe et deux cabinets dentaires, où exercent trois dentistes.

### Sports
La commune dispose d'une petite salle de sport où se pratiquent les cours des clubs d'aikido et de yoga, ainsi que ceux de danse néo-classique, elle dispose aussi de deux courts de tennis situé dans le nord du village et d'un city-stade.
La commune est le point de départ de la ViaRhôna, une piste cyclable qui se termine à Port-Saint-Louis-Du-Rhône.

### Médias
Journaux
- La Gingolaise franco-suisse

La Gingolaise franco-suisse est un bulletin communal d'information bis-annuel et sort au début de l’été et de l’hiver. Elle est réalisée et éditée conjointement par les deux communes de Saint-Gingolph.
- Le Dauphiné libéré

Historiquement, le quotidien à grand tirage de la région est Le Dauphiné libéré. Ce journal consacre, chaque jour, y compris le dimanche, dans son édition de Thonon-les-bains et du Chablais, un ou plusieurs articles à l'actualité de la ville, ainsi que des informations sur les éventuelles manifestations locales, les travaux routiers, et autres événements divers à caractère local.
- Le Messager

L'hebdomadaire Le Messager est un journal haut savoyard dont le siège est à Thonon-les-Bains. Diffusé à 24 802 exemplaires, il est divisé en éditions régionales qui épousent peu ou prou le découpage des provinces historiques du Nord de la Savoie : Faucigny, Genevois, et donc le Chablais ou se situe la commune de Saint-Gingolph.
- Le Nouvelliste

Ce journal quotidien régional francophone est distribué dans tout le canton du Valais et on peut le trouver dans le café frontalier qui se situe sur la frontière franco-suisse.

### Lieux de culte

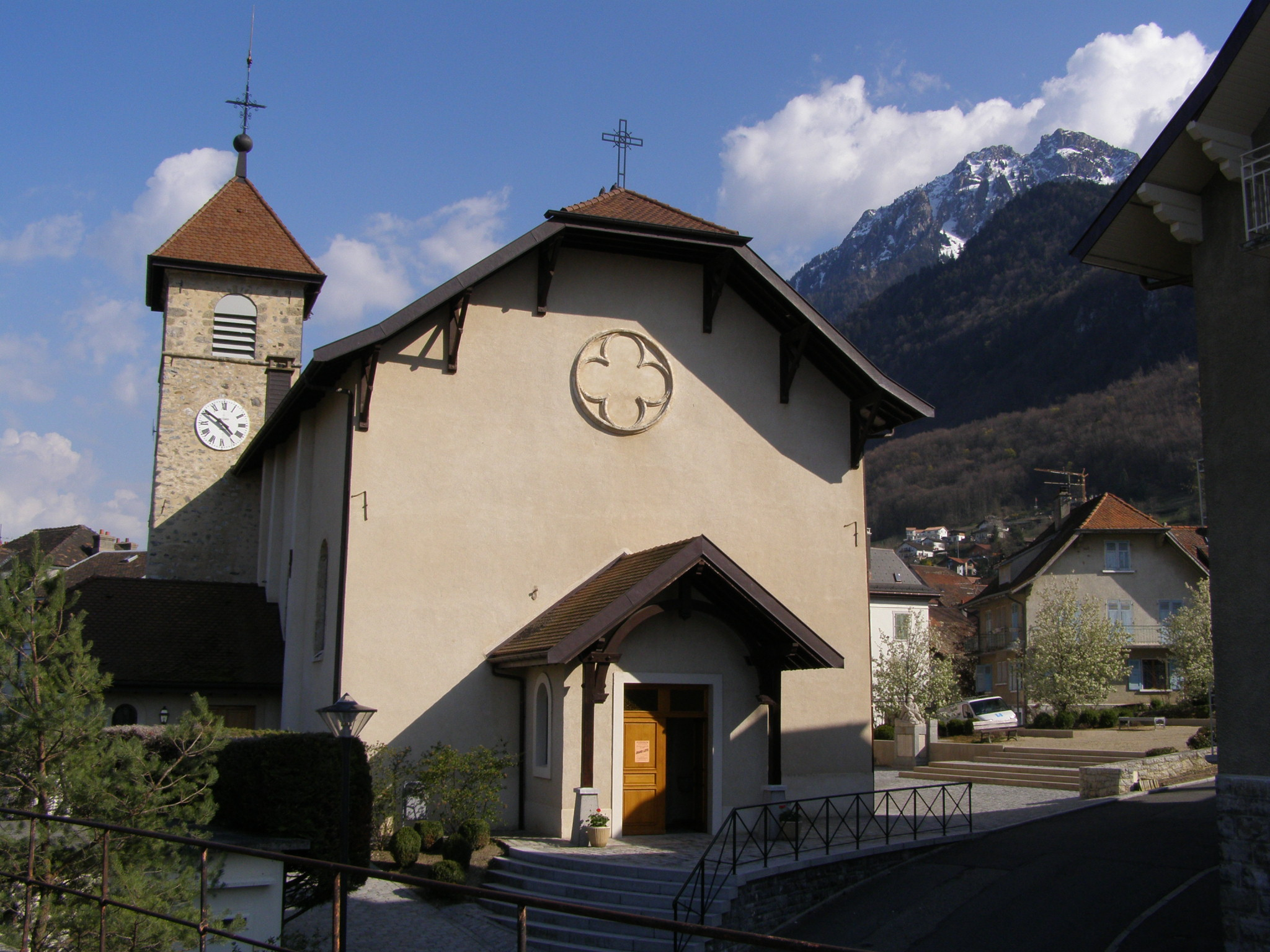
Église Saint-Gingolph.

Le territoire de la commune fait partie du diocèse d'Annecy, celui-ci s'arrêtant à la limite communale du Bouveret, frontière diocésaine effective sur le torrent du Riau (vers l'ancien garage Peiry). Le lieu de culte catholique est l'église de Saint-Gingolph, construite en 1770 ; elle est partagée avec la partie suisse. Bien qu'il y ait deux communes distinctes, il n'y a qu'un seul cimetière, situé sur territoire français, ce qui a engendré des situations cocasses pendant la Seconde Guerre mondiale, notamment des cercueils vides qui contenaient en réalité des armes ou de la nourriture. Les personnes vivant du côté suisse se font ainsi enterrer en France.

## Économie

### Revenus de la population et fiscalité
En 2011, le revenu fiscal médian par ménage était de 41 300 €, ce qui plaçait Saint-Gingolph au 2 421e rang parmi les 31 886 communes de plus de 49 ménages en métropole.
En 2009, 40,6 % des foyers fiscaux n'étaient pas imposables.

### Emploi
En 2009, la population âgée de 15 à 64 ans s'élevait à 512 personnes, parmi lesquelles on comptait 74,4 % d'actifs dont 66,2 % ayant un emploi et 8,2 % de chômeurs.
On comptait 125 emplois dans la zone d'emploi, contre 168 en 1999. Le nombre d'actifs ayant un emploi résidant dans la zone d'emploi étant de 344, l'indicateur de concentration d'emploi est de 36,4 %, ce qui signifie que la zone d'emploi offre seulement un emploi pour trois habitants actifs.

### Entreprises et commerces

#### Entreprises
Au 31 décembre 2010, Saint-Gingolph comptait 69 établissements : 3 dans l’agriculture-sylviculture-pêche, 5 dans l'industrie, 3 dans la construction, 47 dans le commerce-transports-services divers et 11 étaient relatifs au secteur administratif.
Parmi ces 69 établissements, on peut citer Carrière Bochaton et Aisabike, importateur de VTT BANSHEE.
En 2011, 6 entreprises ont été créées à Saint-Gingolph, dont 3 par des autoentrepreneurs.

#### Commerces
La commune française regroupe la plupart des commerces du village. On y trouve une supérette, une boulangerie-pâtisserie, une librairie et de nombreux autres commerces de proximité presque tous situés dans la rue Centrale.

#### Tourisme
Le site de l'office de tourisme de Saint-Gingolph présente les atouts touristiques du village franco-suisse. Il présente également les différentes activités liées à l'économie touristique, telle que :
- des croisières privées en bateau à voile typique du Léman ;
- les parcours acrobatiques du parc accrobranche, "Leman Forest" où se situe aussi un laser game
- les deux plages surveillées avec buvette (Suisse) et un restaurant (France) (une côté français, à l'entrée de la commune et la seconde, côté suisse, près de la frontière) ;
- le club de tennis ;
- la ViaRhôna.

## Culture locale et patrimoine

Quelques photos de Saint-Gingolph
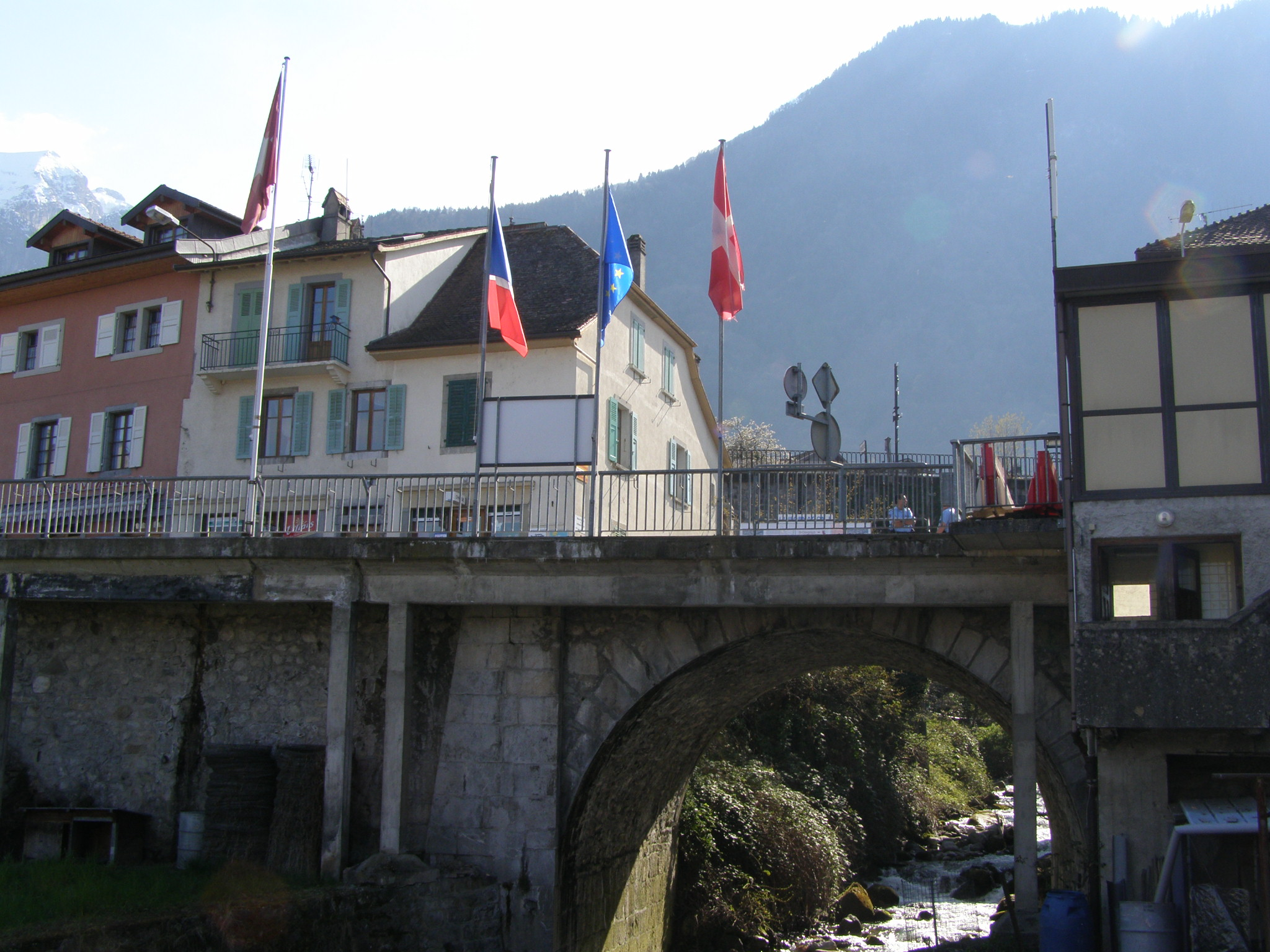
Pont-frontière sur la Morge.
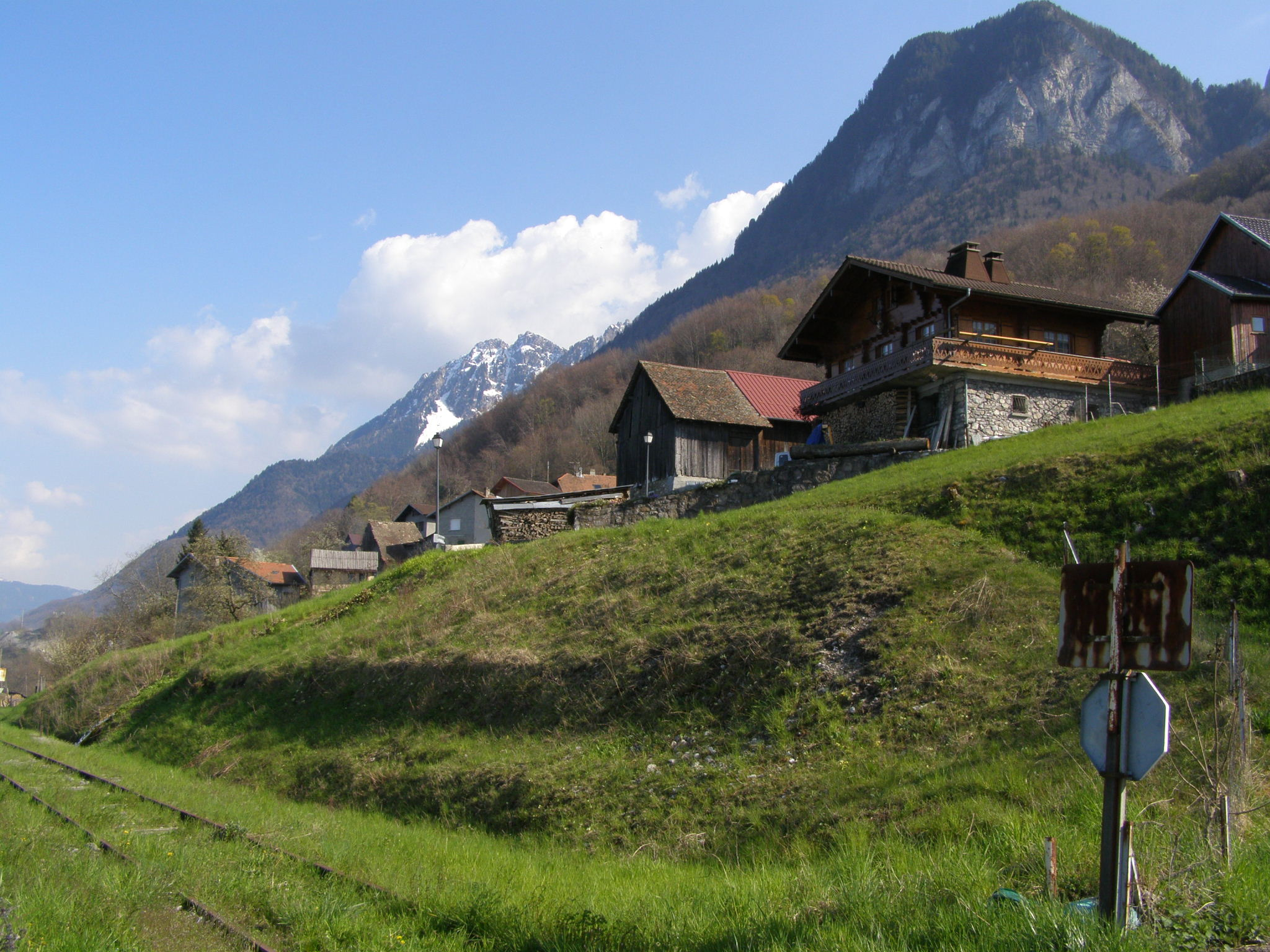
Hameau de Bret à l'ouest du bourg.
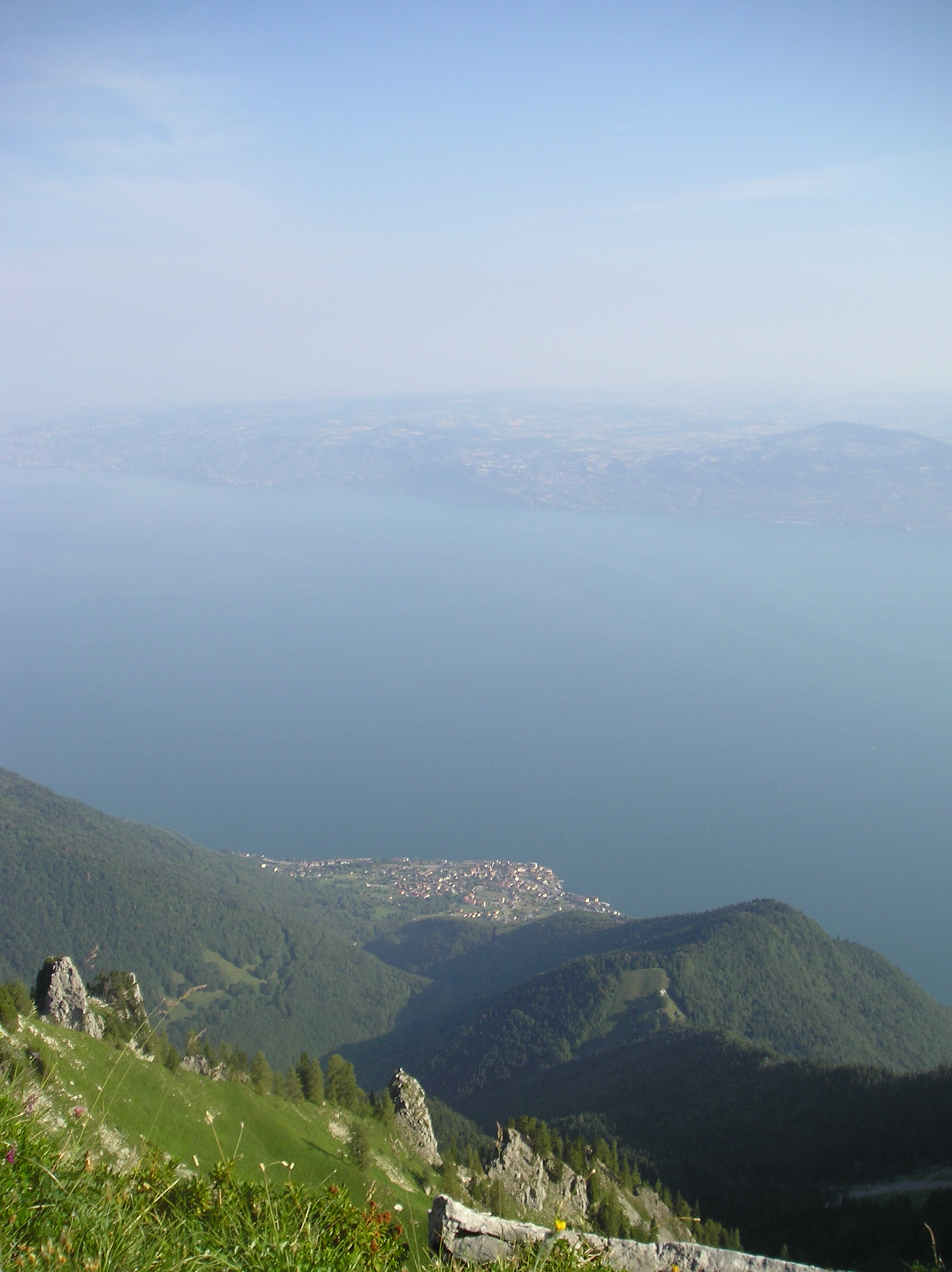
Saint-Gingolph vu depuis Le Grammont.
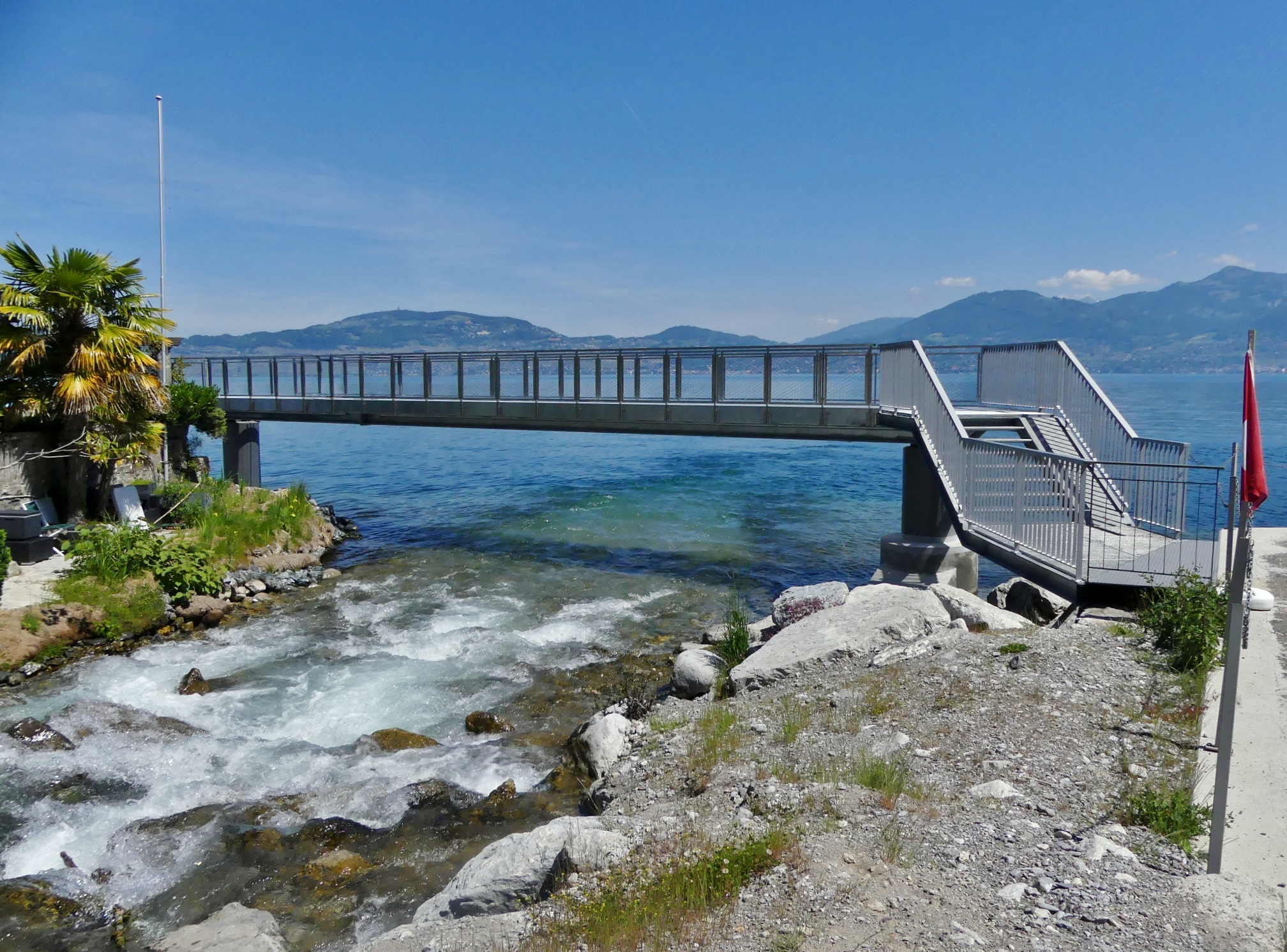
Embouchure de la Morge.
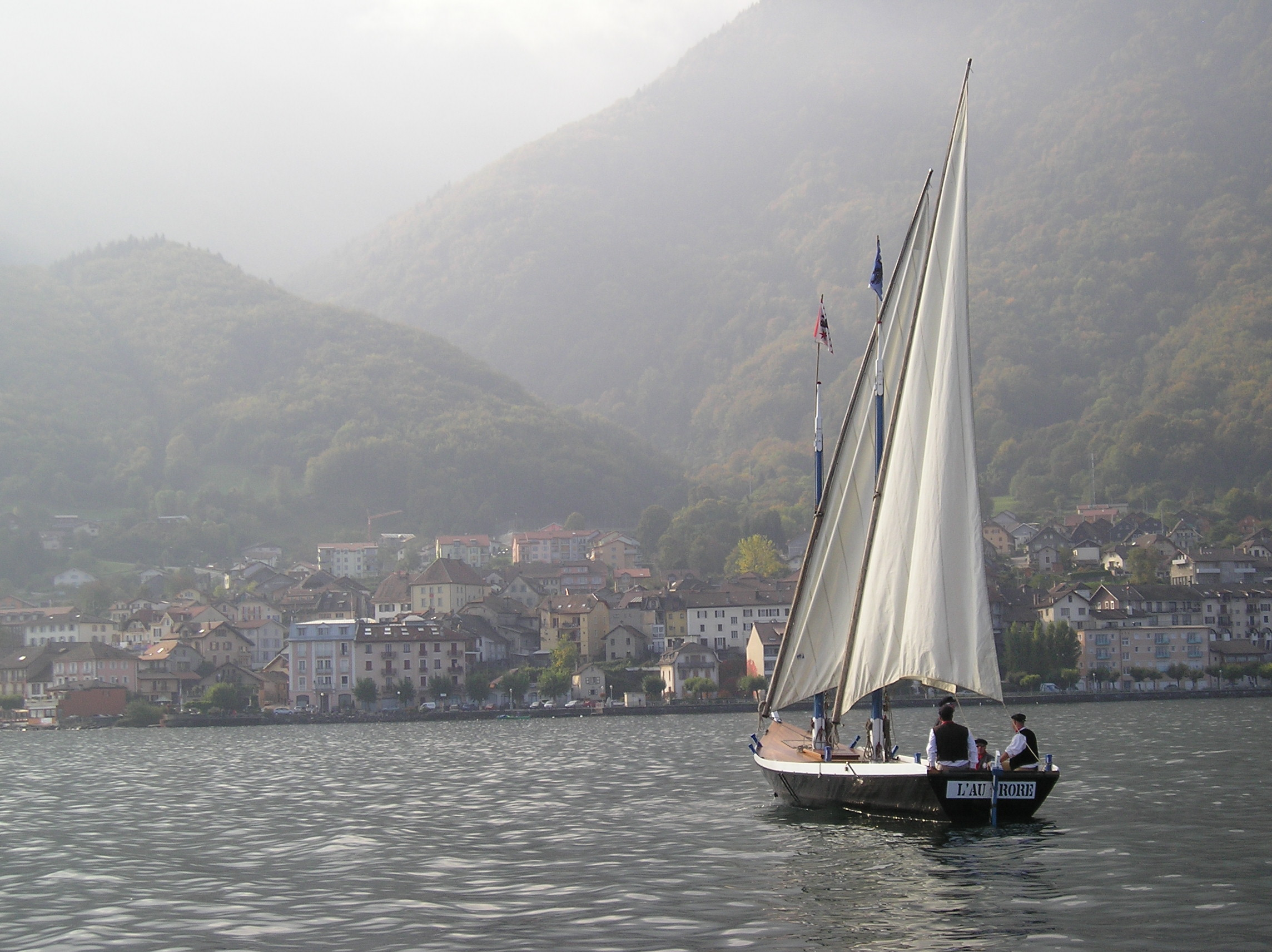
Saint-Gingolph et l'Aurore, barque lémanique.

### Patrimoine architectural
La commune ne compte pas de lieu ou monument répertorié à l'inventaire des monuments historiques ou à l'inventaire général du patrimoine culturel mais elle compte trois objets « classés » à l'inventaire des monuments historiques,, tous les trois situés à l'intérieur de l'église paroissiale.
- deux cloches en bronze, datées de 1729 et 1785, classées depuis le 27 août 1943[40],[41] ;
- un tableau représentant saint Gingolph, daté de 1848, classé depuis le 5 novembre 1912[42].

L'église de Saint-Gingolph est un bâtiment dédié au culte catholique. Celle-ci est édifiée en 1770 et elle a été consacrée le 13 juillet 1784. Elle a bénéficié d'une restauration complète en 1999.
Le quartier des Gaules a été entièrement détruit puis reconstruit après la tragédie de Saint-Gingolph.

### Patrimoine lacustre
La cochère « L'Aurore » est une réplique d'une barque du Léman mise à l'eau le 28 octobre 2000.

### Patrimoine et tradition orale

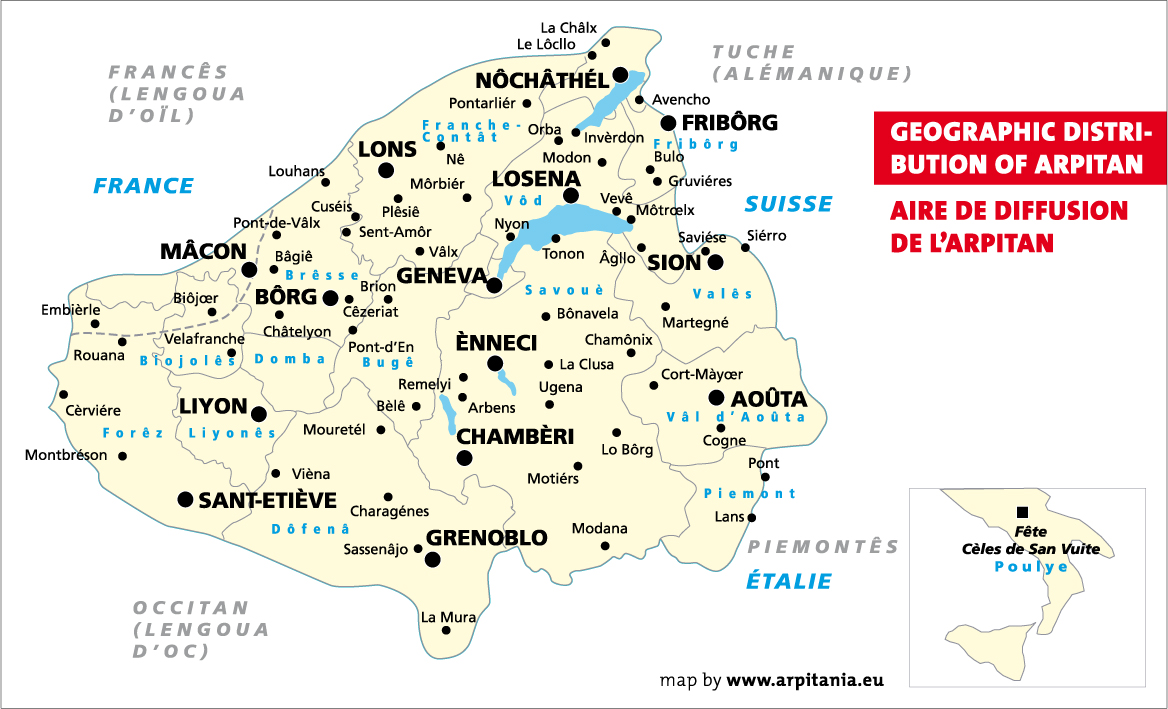
Aire linguistique francoprovençale.

Le territoire de la commune de Saint-Gingolph, du canton d'Évian-les-Bains (et de l'ensemble du département la Haute-Savoie) se situe au centre de la zone linguistique des patois savoyards, laquelle appartient au domaine des langues dites francoprovençales ou arpitanes au même titre que les dialectes  dauphinois, valaisan, vaudois, Valdôtains, bressans et foréziens (voir carte).
La langue savoyarde, qui comporte de nombreuses originalité au sein du francoprovençal est comprise dans la charte européenne des langues minoritaires. En effet, Le savoyard doit ses différences en rapport aux autres dialectes de l'arpitan notamment aux emprunts à l'italien, dus aux rapports entre le duché de Savoie et ce qui est maintenant l'Italie septentrionale. Cela explique aussi une grande proximité avec le Valdôtain.
L'idée du terme « franco-provençal » attribuée à cette langue régionale parlée notamment dans le quart centre-est de la France (et qui permet de différencier les patois de cette zone géographique du français, dit langue d'oil et de l'occitan, dit langue d'oc) est l'œuvre du linguiste et patriote italien Graziadio Isaia Ascoli en 1873 qui en a identifié les caractéristiques.

### Personnalités liées à la commune
- André Zénoni, officier de la Légion d'honneur, croix du combattant 1939-1945, chef du « réseau Buckmaster Alphonse », réseau de résistance de Saint-Gingolph.
- Henri Guisan (1874-1960), général de l'armée suisse pendant la Seconde Guerre mondiale, citoyen d'honneur de la commune.
- Louis Mexandeau (1931-2023), député socialiste du Calvados, ministre. Vient en vacances à Saint-Gingolph depuis son enfance, il y possède une propriété, où il reçut en 1993 en visite privée, le président François Mitterrand accompagné de Michel Charasse et de Louis Mermaz.

### Héraldique
| Armes de Saint-Gingolph | Les armes de Saint-Gingolph se blasonnent ainsi : « Tranché denché d'argent et d'azur, à la loutre rampante de sable brochant sur la partition, accompagnée en chef à senestre d'une étoile à six rais aussi d'azur ». La monographie de Saint-Gingolph révèle que, avant la création de la bourgeoisie, les armoiries de Saint-Gingolph étaient d'argent avec hyène de sable (noir). On confondait souvent la loutre avec une hyène, voire avec un ours, très présent dans les forêts gingolaises à l'époque. |